# Declaració de Tòquio
La declaració de Tòquio va ser adoptada l'octubre de 1975 durant la 29 Assemblea General de l'Associació Mèdica Mundial (WMA), i posteriorment actualitzada per la mateixa Associació a França (maig del 2005 i 2006). La declaració de Tòquio assenyala que la tortura és "contrària a les lleis de la humanitat" a la missió superior del metge, que és "alleujar el dolor de les persones humanes" Els metges han de rebutjar participar, perdonar, o permetre la tortura, la degradació, o el tractament cruel de presos o detinguts. Segons la política de l'Associació, si un presoner rebutja menjar no ha de ser nodrit artificialment contra la seva voluntat.